# Conti di Hohenberg

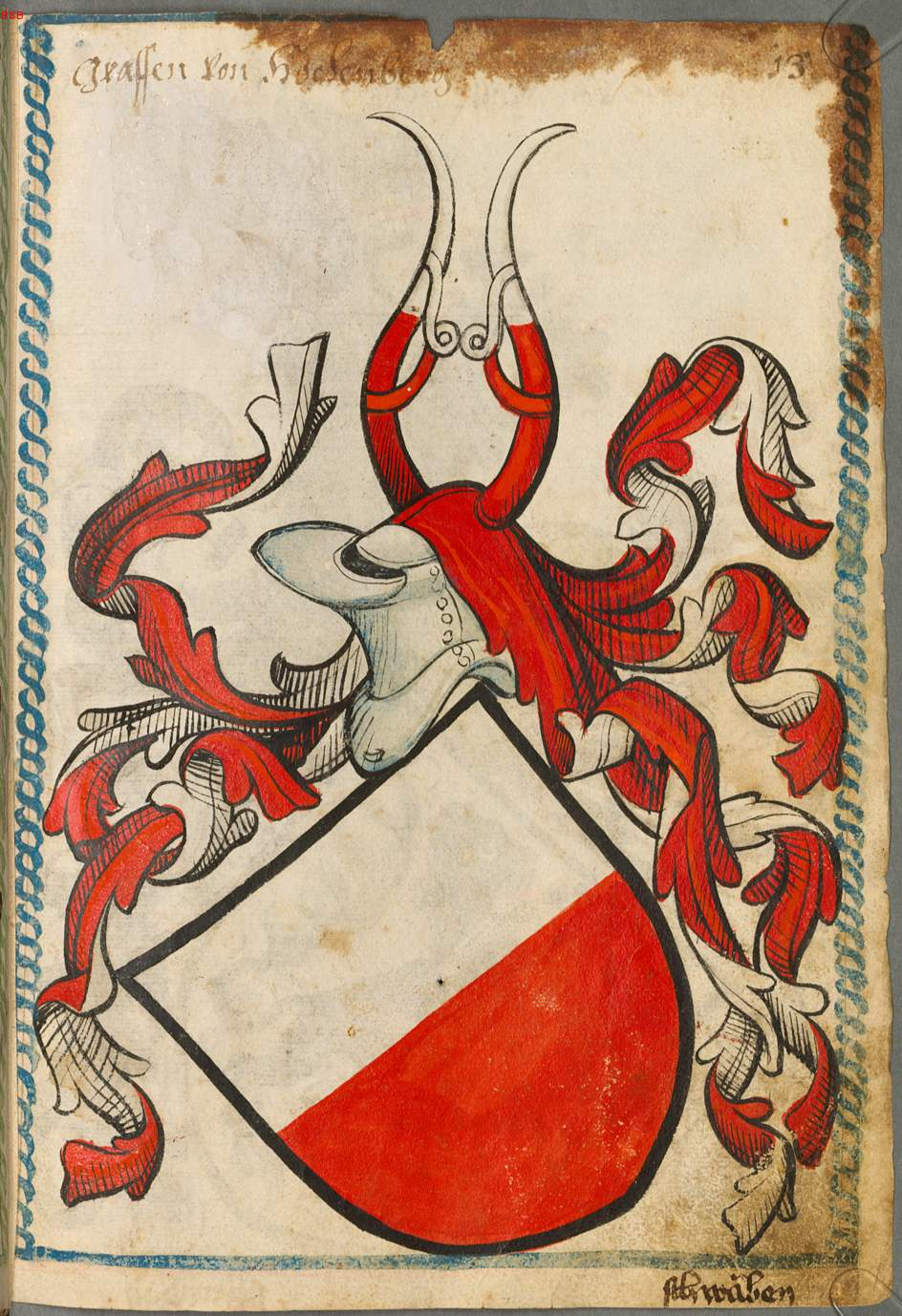
Stemma dei Conti di Hohenberg (libro degli Scheibler), 1450 ca.

I conti di Hohenberg sono un'antica dinastia sveva della Germania sud-occidentale, nell'attuale land del Baden-Württemberg.
Nel XIII secolo la dinastia apparteneva alle grandi dinastie nel sud-ovest della Germania. Tuttavia, nel 1381, Rudolf III, conte di Hohenberg, indebitato e senza eredi maschi, alienò la contea in gran parte agli Asburgo. 100 anni dopo, la dinastia si estinse.